# تیمچه هراتی
تیمچه هراتی مربوط به اوایل دوره پهلوی است و در یزد، خیابان امام خمینی بالاتر از ساختمان مخابرات واقع شده و این اثر در تاریخ ۱۷ اسفند ۱۳۸۱ با شمارهٔ ثبت ۷۷۸۵ به‌عنوان یکی از آثار ملی ایران به ثبت رسیده است.